# Трлић
Трлић је насеље у Србији у општини Уб у Колубарском округу. Према попису из 2022. било је 769 становника.

## Демографија
У насељу Трлић живи 797 пунолетних становника, а просечна старост становништва износи 40,2 година (39,6 код мушкараца и 40,9 код жена). У насељу има 300 домаћинстава, а просечан број чланова по домаћинству је 3,40.
Ово насеље је великим делом насељено Србима (према попису из 2002. године), а у последња три пописа, примећен је пад у броју становника.
|  |

| Демографија | Демографија | Демографија |
| Година      | Становника  | Становника  |
| ----------- | ----------- | ----------- |
| 1948.       | 1.600       |             |
| 1953.       | 1.557       |             |
| 1961.       | 1.472       |             |
| 1971.       | 1.325       |             |
| 1981.       | 1.239       |             |
| 1991.       | 1.141       | 1.104       |
| 2002.       | 1.020       | 1.030       |

| Етнички састав према попису из 2002.‍ | Етнички састав према попису из 2002.‍ | Етнички састав према попису из 2002.‍ | Етнички састав према попису из 2002.‍ | Етнички састав према попису из 2002.‍ |
| ------------------------------------ | ------------------------------------ | ------------------------------------ | ------------------------------------ | ------------------------------------ |
|                                      |                                      |                                      |                                      |                                      |
| Срби                                 | Срби                                 |                                      | 989                                  | 96,96%                               |
| Роми                                 | Роми                                 |                                      | 28                                   | 2,74%                                |
| Хрвати                               | Хрвати                               |                                      | 1                                    | 0,09%                                |
| Словенци                             | Словенци                             |                                      | 1                                    | 0,09%                                |
| непознато                            | непознато                            |                                      | 1                                    | 0,09%                                |

| Година пописа     | 1948. | 1953. | 1961. | 1971. | 1981. | 1991. | 2002. |
| ----------------- | ----- | ----- | ----- | ----- | ----- | ----- | ----- |
| Број домаћинстава | 262   | 274   | 306   | 314   | 308   | 314   | 300   |

| Број чланова      | 1  | 2  | 3  | 4  | 5  | 6  | 7  | 8 | 9 | 10 и више | Просек |
| ----------------- | -- | -- | -- | -- | -- | -- | -- | - | - | --------- | ------ |
| Број домаћинстава | 56 | 64 | 42 | 45 | 44 | 36 | 10 | 3 | 0 | 0         | 3,40   |

| Пол    | Укупно | Неожењен/Неудата | Ожењен/Удата | Удовац/Удовица | Разведен/Разведена | Непознато |
| ------ | ------ | ---------------- | ------------ | -------------- | ------------------ | --------- |
| Мушки  | 430    | 123              | 258          | 33             | 16                 | 0         |
| Женски | 402    | 53               | 253          | 90             | 6                  | 0         |
| УКУПНО | 832    | 176              | 511          | 123            | 22                 | 0         |

| Пол    | Укупно                    | Пољопривреда, лов и шумарство | Рибарство                            | Вађење руде и камена | Прерађивачка индустрија       |
| ------ | ------------------------- | ----------------------------- | ------------------------------------ | -------------------- | ----------------------------- |
| Мушки  | 314                       | 257                           | 0                                    | 0                    | 30                            |
| Женски | 187                       | 164                           | 0                                    | 0                    | 10                            |
| УКУПНО | 501                       | 421                           | 0                                    | 0                    | 40                            |
| Пол    | Производња и снабдевање   | Грађевинарство                | Трговина                             | Хотели и ресторани   | Саобраћај, складиштење и везе |
| Мушки  | 4                         | 1                             | 6                                    | 2                    | 7                             |
| Женски | 0                         | 0                             | 4                                    | 1                    | 1                             |
| УКУПНО | 4                         | 1                             | 10                                   | 3                    | 8                             |
| Пол    | Финансијско посредовање   | Некретнине                    | Државна управа и одбрана             | Образовање           | Здравствени и социјални рад   |
| Мушки  | 0                         | 1                             | 1                                    | 1                    | 1                             |
| Женски | 0                         | 0                             | 0                                    | 4                    | 0                             |
| УКУПНО | 0                         | 1                             | 1                                    | 5                    | 1                             |
| Пол    | Остале услужне активности | Приватна домаћинства          | Екстериторијалне организације и тела | Непознато            | Непознато                     |
| Мушки  | 0                         | 0                             | 0                                    | 3                    | 3                             |
| Женски | 1                         | 0                             | 0                                    | 2                    | 2                             |
| УКУПНО | 1                         | 0                             | 0                                    | 5                    | 5                             |